# ミッキーの造船技師
『ミッキーの船大工』（ミッキーのふなだいく）、『ミッキーの造船技師』（ミッキーのぞうせんぎし、原題：Boat Builders）は、ウォルト・ディズニー・プロダクション（現：ウォルト・ディズニー・アニメーション・スタジオ）が制作したアニメーション短編映画作品。ミッキーマウスの短編映画シリーズの一作品である。
2007年、『ルイスと未来泥棒』2D版の同時上映短編として再上映された。またミッキーマウスの短編映画がスクリーンで公開されたのはアメリカで1995年公開の『ミッキーのアルバイトは危機一髪』以来12年ぶりのことである。

## あらすじ
ミッキー・ドナルド・グーフィーの3人が、子供でも簡単に組み立てられるという船のキットを購入する。ところが、届いた大きな箱から出てきたのはキットと呼ぶにはあまりにも大掛かりなセットであった。
3人は早速船の組み立てを開始する。いまひとつ連携の取れていない3人だが船は順調に組み立てられていく。途中グーフィーが船首に取り付けられる人魚の像を本物の人間と勘違いし、エスコートしたばかりかキスまでしてしまう。
「クイーン・ミニー号」と名付けられた船が大勢の仲間に見送られいよいよ出帆する。正装した3人の号令でミニーがシャンパンを船首にぶつけるが、シャンパンは割れない。ミニーが気を取り直し勢いよくぶつけると船首の部分が少し壊れてしまったが、そんなことには誰も気付かず船は進水していく。そして船首の破損が間もなく船全体に広がり始め、組み立てた船のキットはどんどん折りたたまれてしまい、バラバラになった船は沈んで失敗をしてしまった。残ったのはわずかに海に浮かぶ残骸とそれにしがみつく3人だけだった。

## スタッフ
- 製作総指揮：ウォルト・ディズニー
- 製作：ジョン・サザーランド
- 監督：ベン・シャープスティーン
- 作画：エディ・ストリックランド、クライド・ジェロニミ他
- 音楽：リー・ハーライン、オリバー・ウォレス

## キャスト
| キャラクター   | 原語版                 | 旧吹き替え版 | 新吹き替え版 |
| -------------- | ---------------------- | ------------ | ------------ |
| ミッキーマウス | ウォルト・ディズニー   | 後藤真寿美   | 青柳隆志     |
| ミニーマウス   | マーセリット・ガーナー | 下川久美子   | 水谷優子     |
| ドナルドダック | クラレンス・ナッシュ   | 関時男       | 山寺宏一     |
| グーフィー     | ピント・コルヴィック   | 小山武宏     | 島香裕       |

## 映像ソフト化
- 『Disneyゆかいな仲間たち チャレンジ!ミッキー』（VHS、ブエナ・ビスタ・ホーム・エンターテイメント）
- 『ミッキーマウス / カラー・エピソード Vol.1 限定保存版』（DVD、ブエナ・ビスタ・ホームエンターテイメント）
- 『セレブレーション! ミッキーマウス』（DVD、ウォルト・ディズニー・ジャパン）